# Andrius Bielskis
Andrius Bielskis (* 1973 in Klaipėda) ist ein litauischer Philosoph und Universitätsprofessor.

## Leben
Bielskis wuchs in der litauischen Hafenstadt Klaipėda auf. 1996 absolvierte er das Bachelorstudium der Politologie an der Klaipėdos universitetas, 1999  das Masterstudium der politischen Philosophie an der University of York und promovierte 2004 in politischer Philosophie an der University of Warwick. Acht Jahre lebte er in Großbritannien. Bielskis lehrte  politische Theorie und Philosophie an der University of Warwick, der Aston University in Birmingham, der London Metropolitan University, der Katholischen Universität Eichstätt und der Vilniaus universitetas. Ab 2004 lehrte er als Lektor, von 2005 bis Juni 2007 als Dozent am Lehrstuhl für Politologie der Klaipėdos universitetas. Seit 2006 lebt er in Vilnius, Litauen. Von 2006 bis 2009 lehrte er politische Theorie an der ISM University of Management and Economics. Seit Mai 2009 lehrt er als Professor an der Mykolo Romerio universitetas.
Bielskis leitet VšĮ DEMOS kritinės minties institutas als Direktor. Von 2008 bis 2009 war er Mitglied des Senats und von 2008 bis 2009 des Vorstands der ISM University of Management and Economics.

## Werke
- Bielskis Andrius. Towards a Post-Modern Understanding of the Political: From Genealogy to Hermeneutics. London, New York: Palgrave Macmillan, 2005.
- Bielskis Andrius (red.). Demokratija be darbo judėjimo? Kaunas: Kitos knygos, 2009.